# Szełestowe
Szełestowe (ukr. Шелестове) – wieś na Ukrainie, w obwodzie charkowskim, w rejonie bogoduchowskim, w hromadzie Kołomak. W 2001 liczyła 1555 mieszkańców, spośród których 1466 wskazało jako ojczysty język ukraiński, 82 rosyjski, 2 mołdawski, 1 węgierski, 2 białoruski, a 2 inny.